# Port lotniczy Pagan

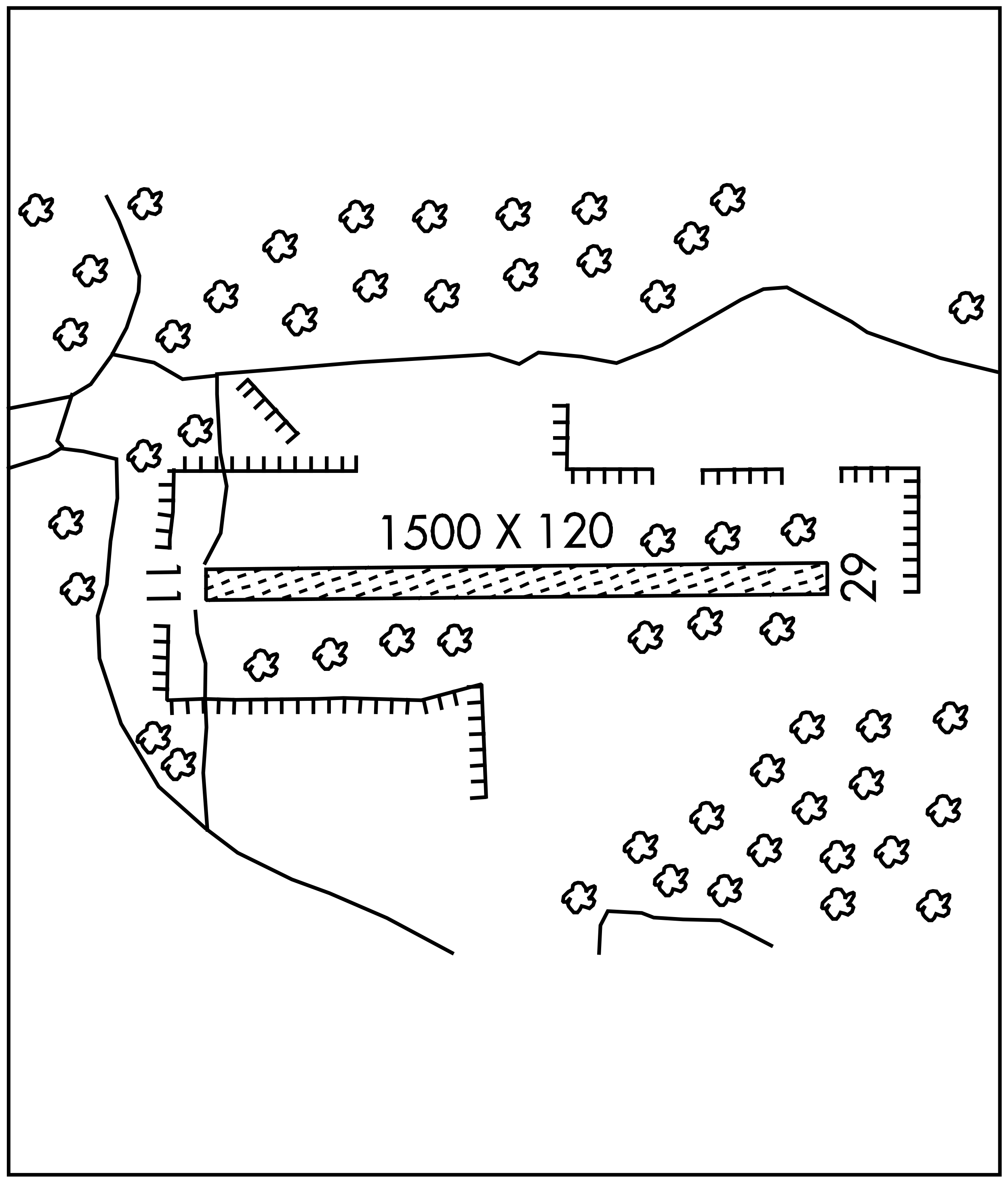
Diagram lotniska Pagan

Port lotniczy Pagan – port lotniczy zlokalizowany na wyspie Pagan (Mariany Północne). Jest czwartym co do wielkości portem lotniczym tego kraju.